# Progeny Debian
Pour les articles homonymes, voir Progeny.

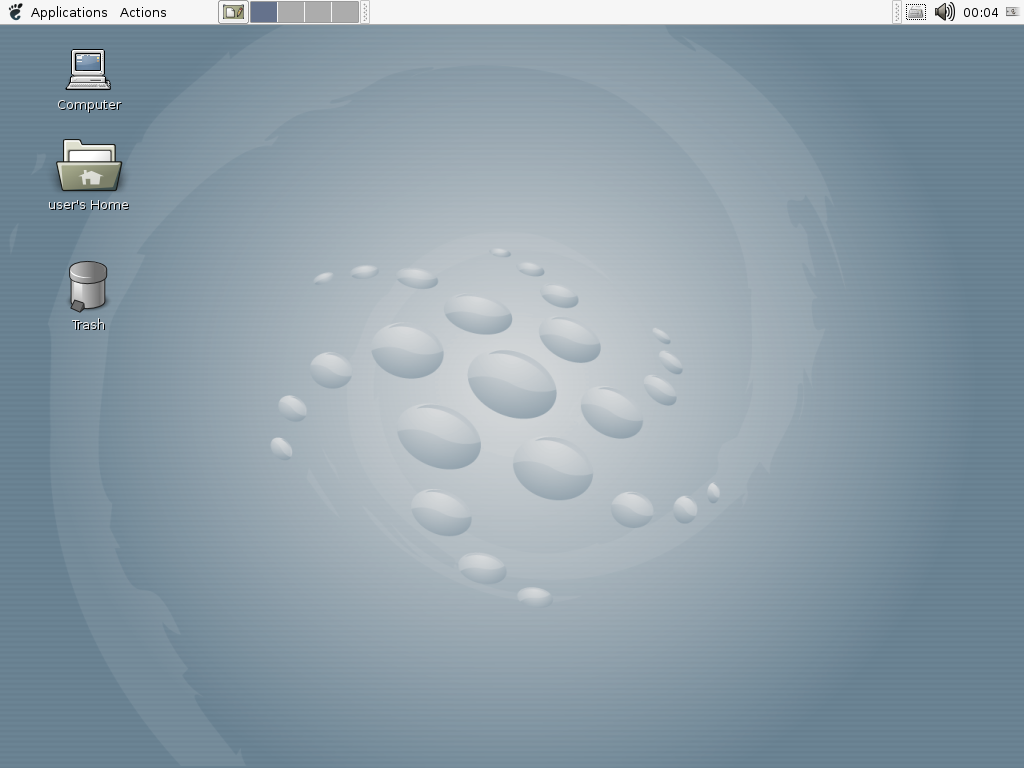
Capture d'écran de Progeny Debian

Progeny Debian, officiellement Progeny Componentized Linux, était une distribution commerciale de Ian Murdock du projet Debian, et du Linux Core Consortium. Elle était produite par la compagnie Progeny Linux Systems qui a cessé d'exister en 2007. 